# Мейфилд-Хайтс
Мейфилд-Хайтс (англ. Mayfield Heights) — город в штате Огайо, США. Пригород Кливленда.

## Население
По данным переписи 2010 года население города составило 19 155 человека. В Мейфилд-Хайтсе много иммигрантов из России и постсоветского пространства. Около 10 % населения родилось в России или другой постсоветской стране. В городе также много итальянских иммигрантов.